# Chūzan

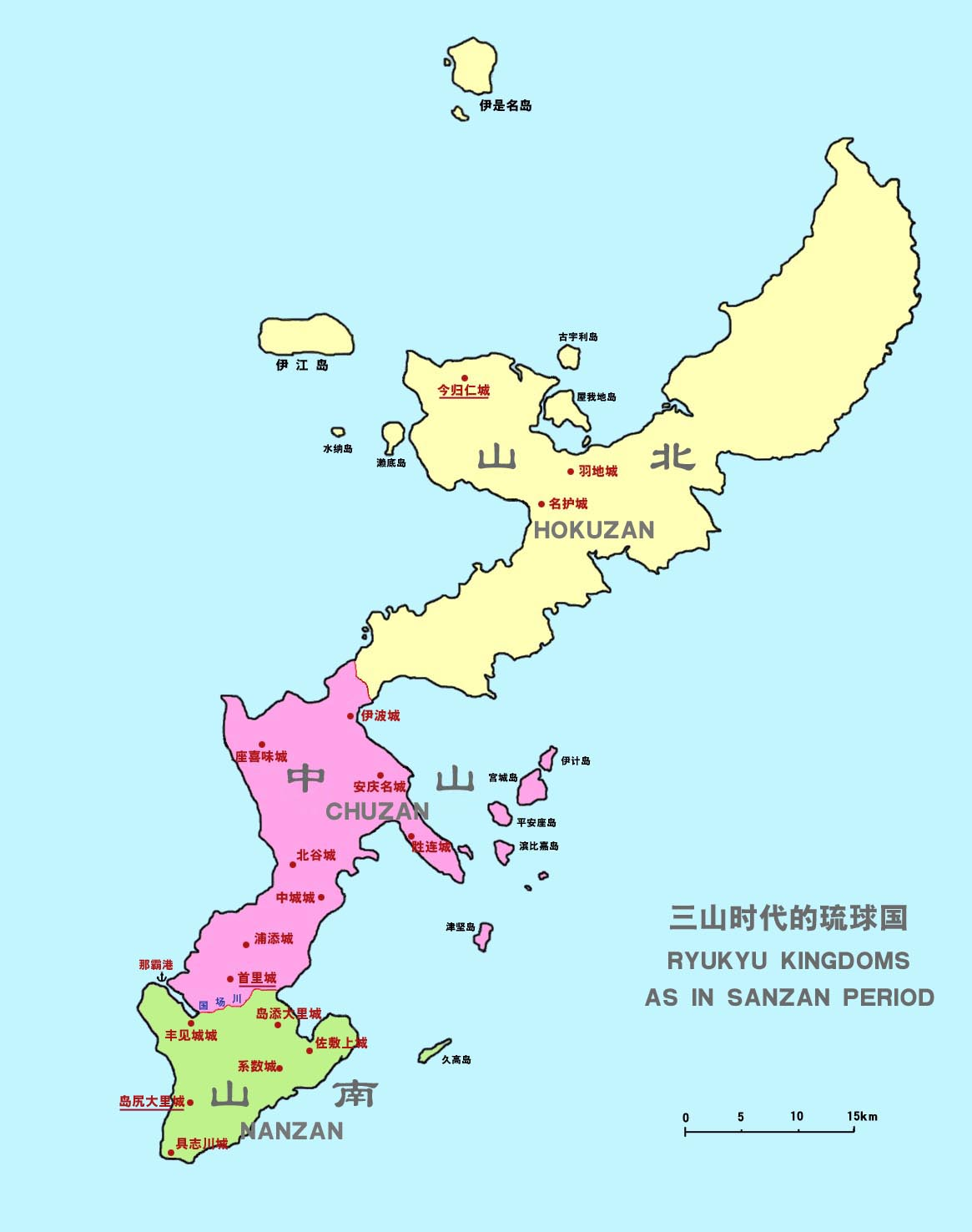
Carte des trois royaumes (Sanzan) d'Okinawa, avec Chūzan en rose.

Chūzan (中山王国 (Chūzan ōkoku), littéralement, « Royaume de la Montagne du milieu »), est un des trois royaumes qui contrôlent l'archipel Okinawa au XIVe siècle. Okinawa, précédemment contrôlée par un certain nombre de chefs  ou seigneurs locaux faiblement liés par un chef suprême ou « roi » de l'île, est divisée en trois royaumes plus solidement définis quelques années après 1314. C'est ainsi que commence l'époque Sanzan qui se termine à peu près un siècle plus tard lorsque Shō Hashi, roi de Chūzan conquiert Hokuzan en 1419 et Nanzan en 1429.
L'État unifié d'Okinawa est appelé royaume de Ryūkyū, mais continue d'être désigné par le nom « Chūzan » dans plusieurs documents officiels du gouvernement royal de Ryūkyū et de ceux de nombreux autres États de la région.

## Histoire
Tamagusuku succède à son père Eiji comme roi d'Okinawa à l'âge de 19 ans, en 1314. Il ne possède cependant pas les qualités de charisme ou de dirigeant pour commander la fidélité de tous les seigneurs locaux (aji), et beaucoup se rebellent peu après. Le seigneur d'Ōzato s'enfuit vers le sud en compagnie de ses partisans et crée le royaume de Nanzan (南山, « montagne du sud »), tandis que le seigneur de Nakijin, basé à quelque distance vers le nord, se proclame roi de Hokuzan (北山, « montagne du nord »). Cest ainsi que, Tamagusuku, à Urasoe, devient roi de Chūzan.
Tamagusuku meurt en 1336 et son fils Seii lui succède alors qu'il n'est âgé que de 10 ans à l'époque. Le règne de Seii est relativement court et caractérisé par l'ingérence et les abus politiques de sa mère, ce qui conduit à une érosion du peu de soutien dont bénéficie le jeune roi auprès des seigneurs du territoire. Il est important de noter que les trois « royaumes » sont peu différents des chefferies vaguement unifiés précédentes et que les « rois » ne dispose guère de plus de pouvoir, ni que leurs administrations sont plus organisées ou politiquement plus stables que celles qu'elles remplacent. Cependant, cela devient de moins en moins vrai au fil des générations et le pouvoir du roi et l'organisation progressent considérablement à l'époque où les trois royaumes sont réunis dans le royaume de Ryūkyū.
Seii est renversé par le seigneur d'Urasoe autour de 1349-1355. Le règne du nouveau roi, Satto, marque l'émergence de Chūzan comme un acteur petit mais non négligeable dans le commerce et la politique régionale. Un certain nombre de politiques nationales et de relations étrangères commencées à ce moment se poursuivront jusqu'à la fin du royaume cinq cents ans plus tard. Satto établit des relations diplomatiques et commerciales avec un certain nombre de pays de la région, dont le royaume d'Ayutthaya de Thailande et la dynastie Joseon de Corée, et assiste aux débuts du rôle de Ryūkyū dans un système florissant de commerce régional. La première ambassade de la dynastie Ming arrive à Okinawa en 1372, marquant le début des relations de tribut avec la Chine. Dès lors, Chūzan (et plus tard le royaume unifié des Ryūkyū) envoie de fréquentes missions d'hommage et s'en remet à la cour de Chine pour reconnaître officiellement chaque roi successif de Ryūkyū avec une déclaration officielle d'investiture. La Chine dispose d'une influence incroyablement forte sur Ryūkyū pendant les cinq cents années qui suivent, politiquement, économiquement et culturellement, comme elle le fait avec ses nombreux autres États tributaires.
Cette période est également témoin des débuts d'une bureaucratie dans le gouvernement royal qui en vient plus tard à se prononcer à la place du roi et en son nom, en remplacement du gouvernement monarchique directe. Kume, communauté pour les immigrants chinois est établie. Les Chinois qui y vivent, et leurs descendants Ryūkyūiens, servent Chūzan (et plus tard, le royaume unifié) en tant que diplomates, interprètes et représentants du gouvernement. Le village de Kume devient rapidement la capitale culturelle des Ryūkyū, comme un complément à la capitale politique située à Shuri et au centre commercial du port de Naha. Une communauté pour les envoyés et les érudits des Ryūkyū est créée sur le même modèle à Foukien en Chine, et c'est donc à cette période que partent les premiers Ryūkyūiens pour étudier dans la capitale de la Chine, établissant ainsi des précédents pour des développements qui se poursuivront pendant des siècles.
Bunei, le fils de Satto, lui succède en 1395, et veille à la continuation de la politique et des développements du règne de son père. Les relations avec la Chine sont renforcées et un certain nombre d'institutions créées pour répondre aux besoins des envoyés chinois à Chūzan. Le commerce est en plein essor et les relations avec d'autres pays continuent aussi à être élargies. Bien que la Chine accepte également des missions tributaires en provenance de Hokuzan et Nanzan à cette époque, elle ne reconnaît officiellement que le roi de Chūzan comme chef d'État des Ryūkyū. Chūzan continue à entretenir des relations formelles diplomatiques avec Ayutthaya et la Corée, ainsi que des relations commerciales avec Java, Sumatra et d'autres États, comme le font les deux autres royaumes des Ryūkyū. Cependant, seul Chūzan réussit à établir des relations formelles avec le shogunat Ashikaga du Japon après y avoir envoyé une mission en 1403. Ces avantages politiques, associés au contrôle de Naha, le port le plus actif d'Okinawa, permet à Chūzan de gagner une supériorité politique et économique considérable sur ses deux voisins. Le bénéfice est également très important du point de vue  culturel, le commerce apportant toujours des échanges culturels, et la plupart des États de la région connaissent en conséquence un grand essor culturel. En particulier, on pense que le bouddhisme de Corée et le shintō en provenance du Japon sont introduits pour la première fois à Okinawa dans une large mesure à cette époque. Les étudiants et autres voyageurs de Corée ramènent des textes, des statues, des rituels et autres objets et idées bouddhistes, et en échange, le roi Bunei promis de renvoyer chez eux en toute sécurité les Coréens naufragés et ceux qui ont été victimes de pirates japonais ( wakō ).
Sur le plan intérieur, le règne de Bunei voit un développement significatif dans l'organisation et la formalisation de l'administration royale, tandis que se développent l'alphabétisation et l'éducation parmi les fonctionnaires de l'administration. Les documents du gouvernement, en particulier ceux concernant le commerce et la diplomatie, sont compilés pour la première fois en 1403. Ce recueil, le « Trésor de la succession royale », est appelé Rekidai Hōan dans la prononciation japonaise, et continue à être compilé assez régulièrement jusqu'en 1619. Cependant, cette organisation accrue n'est pas accompagnée de stabilité politique. Les rois de Nanzan et Hokuzan, avec l'empereur de Chine, meurent tous en l'espace de quelques années (1395-1398). Ces événements augmentent les tensions entre les trois royaumes, qui tous cherchent la faveur de la cour des Ming, laquelle, en grande partie, ne répond pas; Bunei ne reçoit son investiture officielle qu'en 1406, dix ans après avoir succédé à son père, et moins d'un an avant sa mort.
En conséquence de cette instabilité politique, les aji (seigneurs locaux) commencent à s'attribuer plus de pouvoir dans leurs petits domaines locaux. Un aji du nom de Hashi, dépose son seigneur voisin d'Azato en 1402 et s'empare de son territoire. Cinq ans plus tard, il mène une rébellion, renverse Bunei et établit son propre père, Shishō, comme roi de Chūzan. Dans les faits, Hashi règne des coulisses et conduit l'armée de Chūzan contre les royaumes voisins, conquiert Hokuzan en 1419 et Nanzan en 1429. Dans les années qui suivent, il succède formellement à son père sur le trône et reçoit l'investiture et le nom de famille dynastique Shang (尚, Shō en japonais ou Okinawaien) de la cour des Ming. Les trois royaumes sont ainsi réunis dans le royaume de Ryūkyū ; le royaume de Chūzan n'est pas véritablement supprimé et le terme « Chūzan »  continue à être utilisé pour désigner le royaume unifié, ou son roi, jusqu'à la fin du XIXe siècle.
| Nom         | Kanji    | Règne     | Lignée ou dynastie    | Notes                                           |  |
| ----------- | -------- | --------- | --------------------- | ----------------------------------------------- |  |
| Shunten     | 舜天     | 1187-1237 | Lignée Tenson         |                                                 |  |
| Shunbajunki | 舜馬順熈 | 1238-1248 | Lignée Tenson         |                                                 |  |
| Gihon       | 義本     | 1249-1259 | Lignée Tenson         |                                                 |  |
| Eisō        | 英祖     | 1260-1299 | Lignée Eiso           |                                                 |  |
| Taisei      | 大成     | 1300-1308 | Lignée Eiso           |                                                 |  |
| Eiji        | 英慈     | 1309-1313 | Lignée Eiso           |                                                 |  |
| Tamagusuku  | 玉城     | 1314-1336 | Lignée Eiso           |                                                 |  |
| Seii        | 西威     | 1337-1349 | Lignée Eiso           |                                                 |  |
| Satto       | 察度     | 1350-1397 | -                     |                                                 |  |
| Bunei       | 武寧     | 1398-1406 | -                     |                                                 |  |
| Shō Shishō  | 尚思紹   | 1407-1421 | Première dynastie Shō |                                                 |  |
| Shō Hashi   | 尚巴志   | 1422-1429 | Première dynastie Shō | Continue à diriger Ryūkyū unifié jusqu'en 1439. |  |